# Bert Brandsma
Albertus „Bert“ Brandsma (* 20. Oktober 1965) ist ein niederländischer Klarinettist und Saxophonist, der sowohl in der Klassik als auch im Jazz hervorgetreten ist.

## Leben und Wirken
Brandsma wurde als 14-Jähriger nachhaltig durch ein Konzert von Chris Barber geprägt. Er begann ein Klarinettenstudium am Konservatorium Groningen, bald darauf nahm er auch das Studium des klassischen Saxophons bei Jan Schoemaker (Abschluss 1991) und des Jazz-Saxophons bei Henny Kluvers auf (Abschluss 1992). Seitdem ist er professionell als Musiker tätig. 1994 gewann er Erste Preise bei Musikwettbewerben bei Leiden Jazz mit seiner neu gegründeten Band Dixieland Crackerjacks, mit der er in Folge durch Portugal, Polen, Frankreich, Großbritannien, Deutschland, Irland und die Vereinigten Staaten tourte und mehrere Alben veröffentlichte, und beim Breda Jazz Festival mit der Fluitekruidt.
Brandsma war Leiter des Dutch Palladium Orchestra und Mitglied des Saxophonquartetts Les Boréades. Auch gehörte er (als Zivilist) zu der Koninklijke Militaire Kapel „Johan Willem Friso“ und zu Bernard Berkhout und seinem Swing Orchestra. Seit 2003 spielt er Basssaxophon im Jazz-Trio der Posaunistin Selena Kuiper, mit der er seit 2004 verheiratet ist. Zwischen 2012 und 2020 gehörte Brandsma zur Band von Chris Barber, in der er auch moderierte. 
Neben diesen Aktivitäten als Jazzmusiker arbeitete Brandsma mit mehreren größeren Ensembles wie dem Metropole Orkest, dem Noord Nederlands Orkest, dem Netherlands Symphony Orchestra, den Duisburger Philharmonikern und den Bergischen Symphonikern zusammen. Er spielte mehr als 260 Aufführungen in der Kölner Oper als Saxophonist. Auch gilt er auf der Klarinette als Fachmann für Gershwins Rhapsody in Blue.

## Diskographische Hinweise
- Bert Brandsma with Chris Barber Highlights (Marista 2014)
- Bert Brandsma mit Jan-Hendrik Ehlers Sophisticated Lady (2017)